# 26. juni
26. juni er dag 177 i året i den gregorianske kalender (dag 178 i skudår). Der er 188 dage tilbage af året.
- Dagens navn er Pelagius.
- FN's Internationale dag mod misbrug af og handel med narkotika.
- FN's Internationale støttedag for torturofre.

### Begivenheder
Født - Dødsfald
- 1621 - Danmarks eneste adelige troldkvinde, Christence Kruckow, henrettes med sværd.
- 1812 - Den polske landdag erklærer Polen uafhængigt, men kejser Napoleon nægter at acceptere beslutningen.
- 1847 - Første jernbanestrækning i kongeriget Danmark indvies. Det er strækningen mellem København og Roskilde (en ældre mellem Altona og Kiel i hertugdømmet Holsten var indviet i 1844).
- 1905 - Første telegram til Island sendes ved radio fra England, før der kom et søkabel 1906.
- 1906 - Første Grand Prix i Le Mans afholdes.
- 1906 - Victoria & Albert museet i London åbner.
- 1908 - Foreningen "Dansk Arbejde" oprettes med det formål at fremme beskæftigelsen samt virke for afsætning af danske varer i udlandet.
- 1917 - De første amerikanske tropper ankommer til Frankrig.
- 1944 - Efter et forgæves flugtforsøg bliver medlemmerne af Hvidstengruppen stillet for en krigsret. 8 af dem dømmes til døden. De dødsdømte overføres til eneceller. Ved midnatstid får de at vide, at de skal skydes klokken fire om morgenen den 29. juni.
- 1944 - Tyskerne indfører spærretid i København fra kl. 20 til 5. De følgende dage reagerer københavnerne med generalstrejke.
- 1953 - Chefen for Sovjetunionens efterretningstjeneste KGB Lavrentij Berija arresteres. Han henrettes den 23. december 1953.
- 1960 - Madagaskar bliver selvstændigt efter at have været fransk koloni siden 1896.
- 1963 - ET voldsomt jordskælv ryster byen Skopje i Jugoslavien, hvor 1.100 mennesker omkommer.
- 1963 - Præsident John F. Kennedy slutter en tale i Berlin med:Ich bin ein Berliner.
- 1966 - Den schweiziske kanton Basel giver kvinderne stemmeret.
- 1970 - Alexander Dubcek, tidligere kommunistisk partileder i Tjekkoslovakiet, udstødes af partiet.
- 1975 - Indira Gandhi beskyldes for valgsvindel.
- 1977 - Elvis Presleys sidste sceneoptræden inden hans død var på Market Square Arena i Indianapolis.
- 1978 - En terrorbombe beskadiger Versailles.
- 1979 - Handelsministeriet anmoder om politiundersøgelse af aktietransaktionerne mellem B&W og Gredana.
- 1985 - Den jugoslavisk hyrevognschauffør Naum Conevski idømmes livsvarigt fængsel for drabet på to drenge på Femøren på Amager.
- 1992 - Danmark vinder EM i fodbold på Nya Ullevi stadion i Göteborg ved at slå Tyskland 2-0.
- 2011 - Fjordbank Mors erklæres konkurs, og overtages at det statslige selskab Finansiel Stabilitet.
- 2015 - Kuwait, Frankrig og Tunesien rammes af, hvad der formodes at være terrorangreb.

### Født
- 1730 - Charles Messier, fransk astronom (død 1817).
- 1792 - C.A. Jensen, dansk guldaldermaler (død 1870).
- 1824 - Lord Kelvin, skotsk fysiker, matematiker og ingeniør (død 1907).
- 1863 - Sigrid Wolf-Schøller, en norsk - dansk operasanger (død 1927).
- 1866 - George Herbert, Jarl af Carnarvon, engelsk ægyptolog (død 1923).
- 1869 - Martin Andersen Nexø, dansk forfatter (død 1954).
- 1892 - Pearl S. Buck, amerikansk forfatter og modtager af Nobelprisen i litteratur (død 1973).
- 1898 - Willy Messerschmitt, tysk flykonstruktør (død 1978).
- 1904 - Peter Lorre, ungarskfødt amerikansk skuespiller (død 1964).
- 1908 - Salvador Allende, chilensk præsident (død 1973).
- 1909 - "Oberst" Tom Parker, (død 1997), født som Andreas Cornelis van Kujik i Breda i Holland, manager for Elvis Presley.
- 1910 - Lau Lauritzen jun., dansk skuespiller og filminstruktør (død 1977).
- 1913 - Aimé Césaire, fransk forfatter og politiker fra Martinique (død 2008).
- 1913 - Maurice V. Wilkes, britisk datalog (død 2010).
- 1925 - Pavel Beljajev, russisk kosmonaut (død 1970).
- 1933 - Claudio Abbado, italiensk dirigent (død 2014).
- 1934 - Dave Grusin, amerikansk jazzpianist.
- 1937 - Per Kaalund, dansk folketingsmedlem.
- 1938 - Arne Hansen, dansk skuespiller (død 1992).
- 1942 - Gilberto Gil, brasiliansk musiker og komponist.
- 1943 - Georgie Fame, engelsk sanger og sangskriver.
- 1945 - Claus Ryskjær, dansk skuespiller (død 2016).
- 1947 - Lene Brøndum, dansk skuespillerinde.
- 1956 - Ulver Skuli Abildgaard, dansk skuespiller.
- 1961 - Greg LeMond, amerikansk cykelrytter.
- 1968 - Paolo Maldini, italiensk fodboldspiller.
- 1970 - Paul Thomas Anderson, amerikansk filminstruktør.
- 1976 - Torsten Schack Pedersen, dansk folketingsmedlem.
- 1983 - Simon Stenspil, dansk sanger og skuespiller.
- 1993 - Ariana Grande, amerikansk skuespiller og sanger.

### Dødsfald
- 363 - Julian den Frafaldne, romersk kejser (født 331) - dræbt i kamp.
- 1541 - Francisco Pizarro, spansk erobrer (født ca. 1475) - myrdet.
- 1650 - Hedwig af Braunschweig-Wolfenbüttel, hertuginde af Pommern (født 1595).
- 1810 - Joseph Michel Montgolfier, fransk opfinder (født 1740).
- 1836 - Claude Joseph Rouget de Lisle, fransk komponist (født 1760).
- 1842 - P. O. Brøndsted, dansk arkæolog (født 1780).
- 1911 - Vilhelm Bergsøe, dansk zoolog og forfatter (født 1835).
- 1917 - Lorry Feilberg, dansk restauratør. (født 1859).
- 1957 - Alfred Döblin, tysk forfatter (født 1878).
- 1963 - Obe Postma, frisisk digter (født 1868).
- 1967 - Françoise Dorléac, fransk skuespiller (født 1942) - trafikulykke.
- 1972 – David Lichine, russisk-amerikansk balletdanser (født 1910).
- 1977 - Olave Baden-Powell, engelsk spejderleder (født 1889).
- 1989 - Inger Stender, dansk skuespiller (født 1912).
- 1989   - Thorkil Kristensen, dansk nationaløkonom, politiker og finansminister (født 1899).
- 1996 - Veronica Guerin, irsk journalist (født 1958).
- 2011 - Jan van Beveren, hollandsk fodboldspiller (født 1948).
- 2012 - Nora Ephron, amerikansk filminstruktør (født 1941).

|  | Denne datoartikel kan blive bedre, hvis der indsættes et (bedre) billede Du kan hjælpe ved at afsøge Wikimedia Commons for et passende billede eller uploade et godt billede til Wikimedia Commons iht. de tilladte licenser og indsætte det i artiklen. |